# 1950 no Brasil

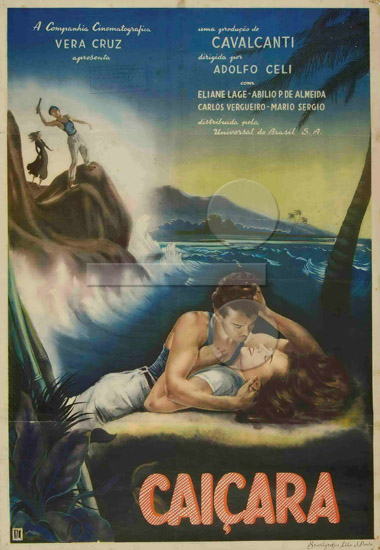
Capa do filme Caiçara, lançado em 1950. ￼Ajuda

Esta é uma cronologia dos fatos acontecimentos de ano 1950 no Brasil.

## Incumbentes
- Presidente do Brasil - Eurico Gaspar Dutra (31 de janeiro de 1946 - 31 de janeiro de 1951)

## Eventos
- 6 de abril: Um trem cai numa ponte, em Tanguá, no Rio de Janeiro, matando mais de mil passageiros.[1]
- 24 de junho: Inicia-se a IV Copa do Mundo de Futebol no Brasil.[2]
- 16 de julho: Termina a IV Copa do Mundo de Futebol realizada no Brasil com a derrota da Seleção Brasileira de Futebol pela equipe uruguaia por 2 a 1.[3]
- 28 de julho: Um avião Constellation choca-se contra o Morro do Chapéu, nas proximidades do aeroporto de Porto Alegre, causado a morte de 50 pessoas.[4][5]
- 18 de setembro: A primeira emissora da televisão do Brasil a TV Tupi é inaugurada em São Paulo[6], pelo empresário Assis Chateaubriand.
- 3 de outubro: Getúlio Vargas é eleito presidente da República na eleição presidencial.[7]

## Nascimentos
- 2 de janeiro: Débora Duarte, atriz e poetisa.
- 14 de janeiro: Nelson Bornier, político.
- 16 de janeiro: Bebeto de Freitas, ex-técnico de vôlei e dirigente de futebol (m. 2018).
- 19 de janeiro: Miguel Paiva, cartunista.
- 1 de julho: José Dumont, ator.